# Zwitsers zakmes

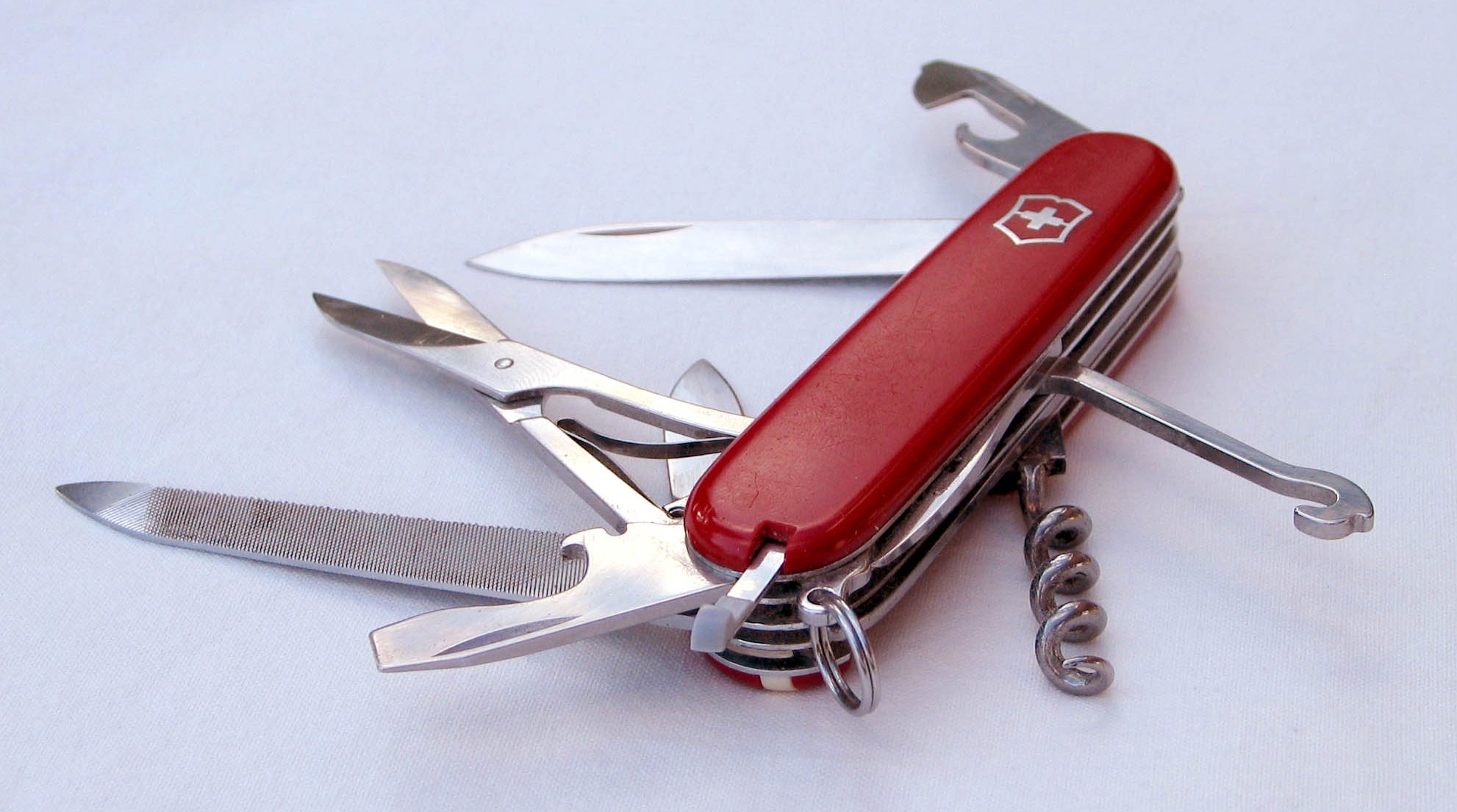
Zwitsers zakmes (geopend)

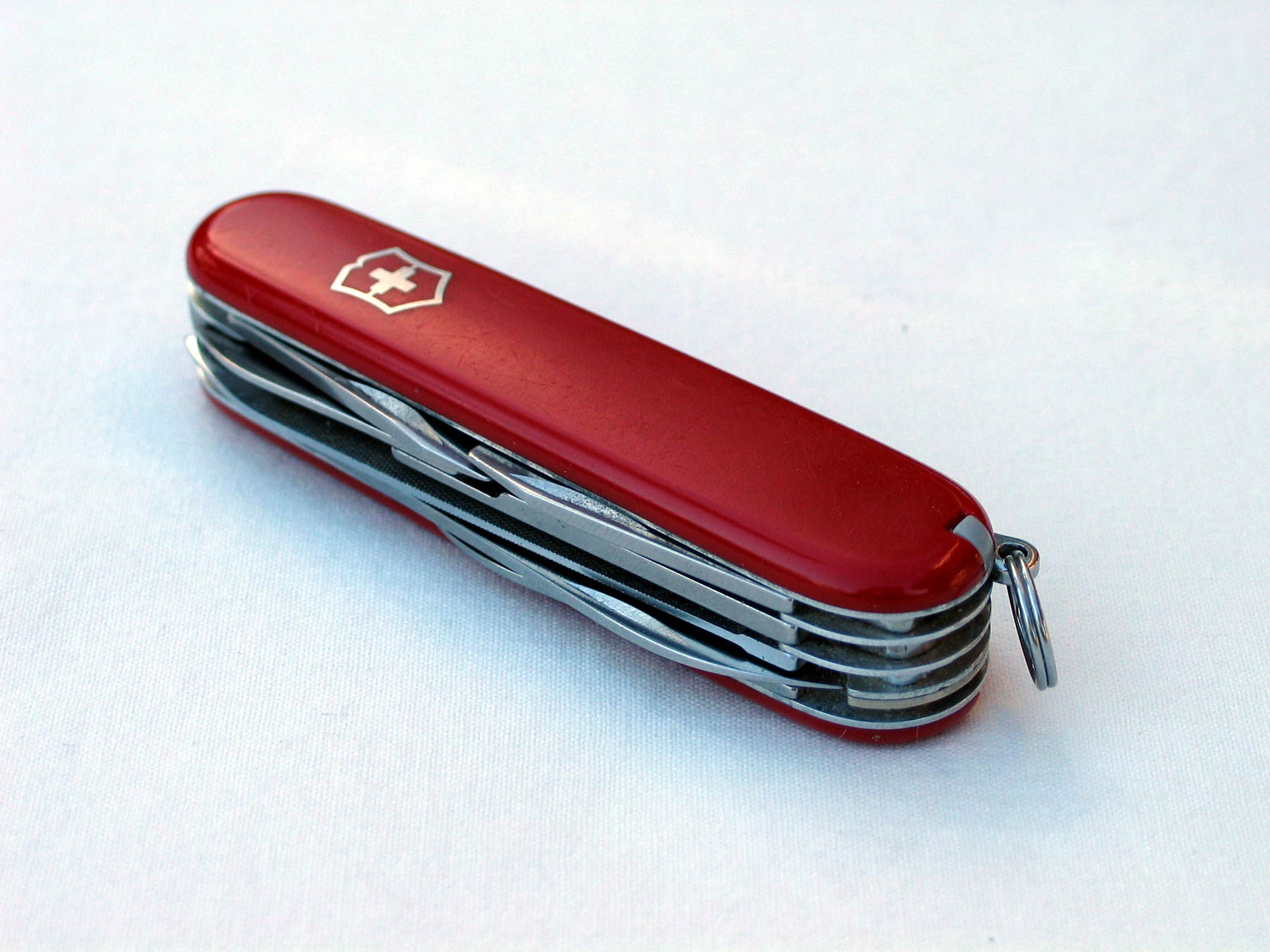
Zwitsers zakmes (gesloten)

Een Zwitsers zakmes (Duits: Schweizer Taschenmesser) is een multifunctioneel hulpmiddel. Het is een zakmes met eventueel andere hulpmiddelen, zoals een schaar, een getand mes, pincet, blikopener en schroevendraaier. De meeste zitten opgevouwen in het handvat van het mes en kunnen met een draaiende beweging worden geopend, een pincet en een tandenstoker zitten in een uitsparing van het heft. Er zijn verschillende types Zwitserse zakmessen verkrijgbaar, met verschillende hulpmiddelcombinaties voor specifieke taken (speciale gereedschappen zijn onder andere een hoogtemeter, een klok, een lampje, een pen of een aansteker), of specifieke vrijetijdsbestedingen als vissen, kamperen, de jacht, golf of tuinieren. Gezien de populariteit worden veel imitaties van het zakmes verkocht.
De naam "Schweizer Offiziersmesser" is beschermd, en mocht slechts door de firma's Victorinox en Wenger worden gebruikt. Hetzelfde gold voor het gebruik van het Zwitserse kruis dat op het heft van de messen is aangebracht. De twee firma's hadden zelfs overeenstemming over hun reclame-uitingen: Victorinox mocht haar messen Original Schweizer Offiziersmesser noemen, en Wenger op haar beurt Echtes Schweizer Offiziersmesser. Toen Victorinox Wenger overnam werden deze afspraken overbodig.
De term Zwitsers zakmes is spreekwoordelijk geworden voor iets dat handig en veelzijdig is.

## Mogelijke hulpmiddelen
- balpen
- barometer
- beitel
- blikopener
- boor
- draadstripper
- flesopener voor kroonkurken
- hoogtemeter
- houtzaag
- houder met schroevendraaierbits
- hulpstuk voor schroevendraaierbits
- gatentang
- klok/wekker/stopwatch (digitaal)
- kurkentrekker
- ledlamp
- lepel, los bijgeleverd
- liniaal in cm en inches
- mes
- multifunctionele haak
- naald
- nagelvijl/staalvijl
- pin van roestvast staal
- pincet
- schubbenverwijderaar
- schaar
- sleutelring
- tandenstoker
- tang met draadknipper
- thermometer
- schroevendraaier, vlak
- schroevendraaier, kruiskop
- USB-stick
- vergrootglas
- vishaakverwijderaar
- vork, los bijgeleverd
- zaag voor staal

## Zakmessen van het Zwitserse leger

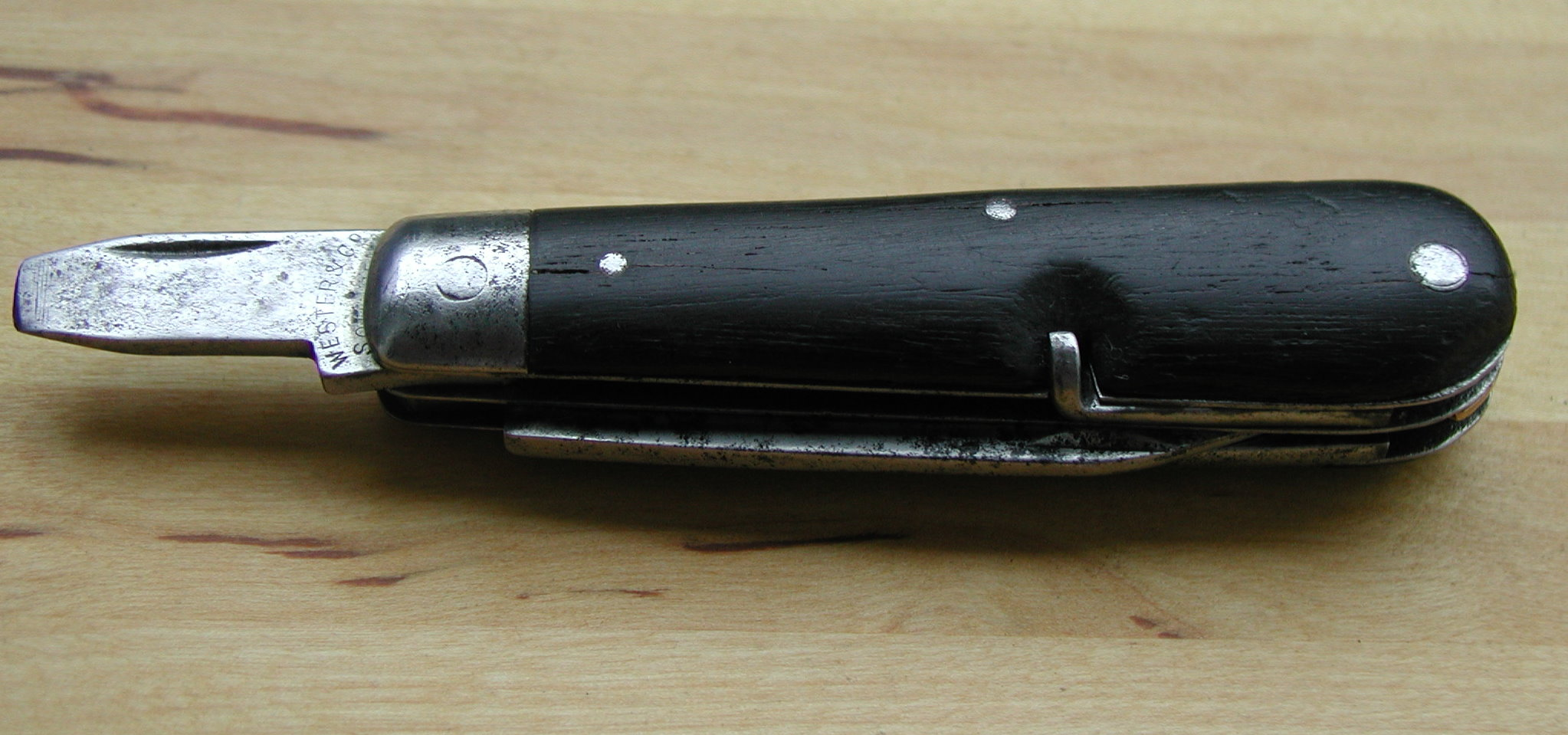
Modell 1890, het eerste Zwitserse soldatenzakmes gemaakt door Wester & Co. Solingen.

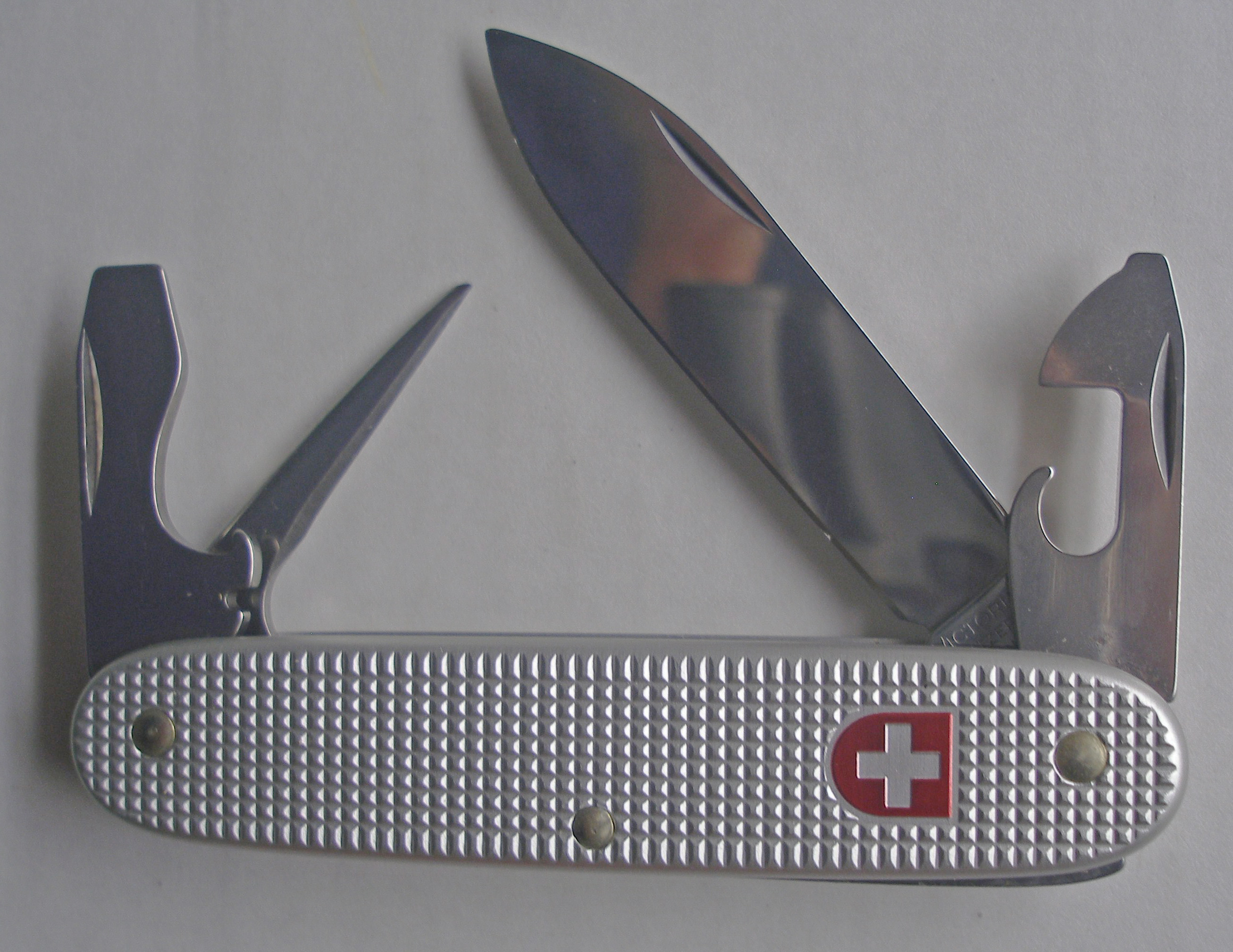
Modell 1961, het mes dat werd uitgegeven van 1961 tot 2008.

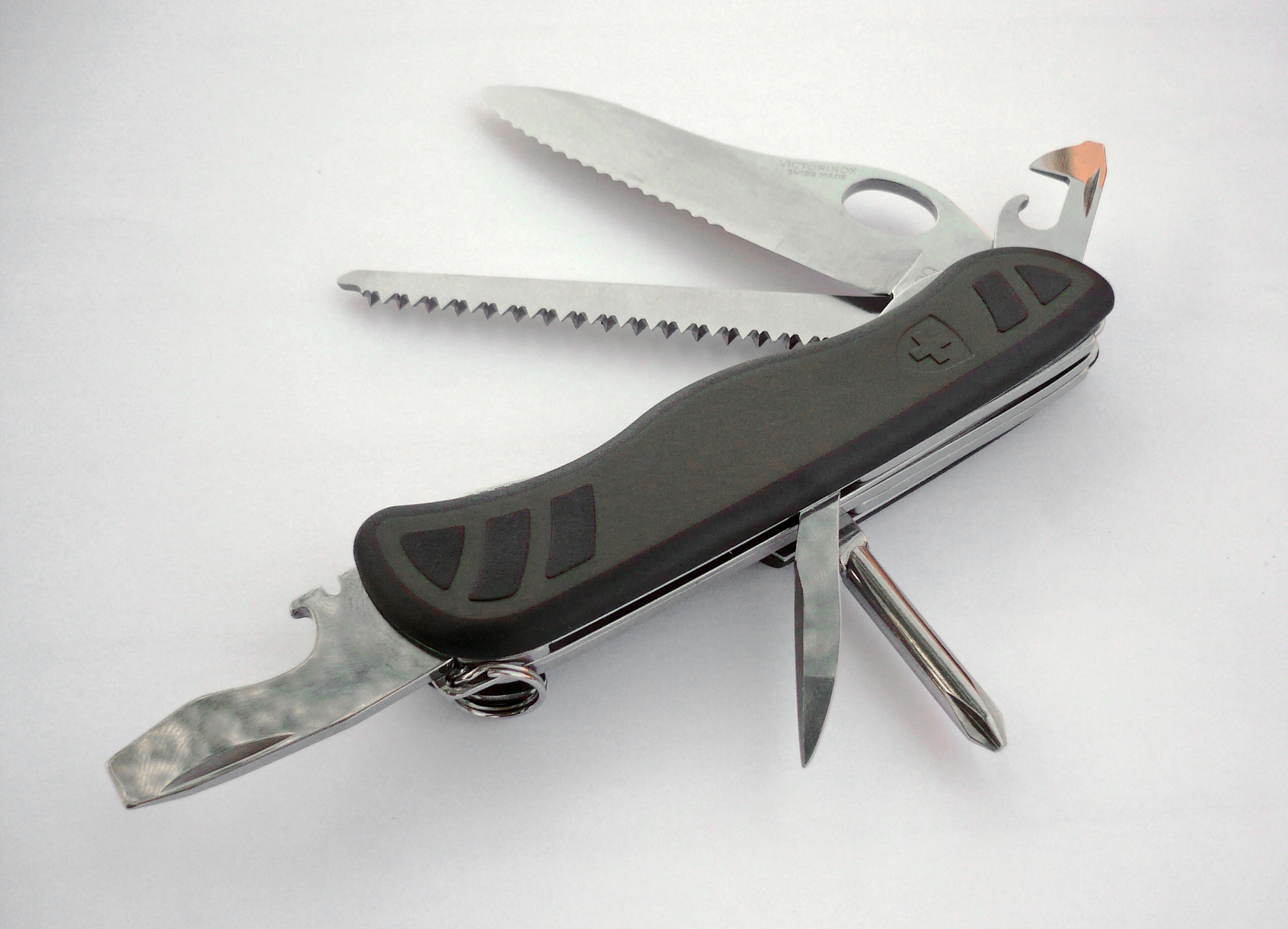
Soldatenmesser 08, het mes dat wordt uitgegeven sinds 2008.

Tegen het einde van de negentiende eeuw besloot het Zwitserse leger een nieuw zakmes voor haar soldaten aan te schaffen. Het mes moest behulpzaam zijn bij het openen van voedselblikken en het demonteren van Schmidt-Rubin model 1889 dienstgeweren.
In januari 1891 kreeg het zakmes de officiële benaming Modell 1890 (model 1890). Het mes had een lemmet, priem, blikopener, schroevendraaier en handgrepen gemaakt van donker eikenhout wat later deels vervangen werd door ebbenhout. Omdat op dat moment geen Zwitserse firma de benodigde productiecapaciteit had werd de eerste order voor 15.000 messen gegund aan de Duitse messenfabrikant Wester & Co. uit Solingen. Deze messen werden geleverd in oktober 1891.
Tegen het eind van 1891 leverde de firma van Karl Elsener, welke later Victorinox werd, de eerste in Zwitserland geproduceerde model 1890 messen. Diverse andere fabrikanten uit Duitsland en Zwitserland produceerden eveneens dit soldatenmes en haar opvolgende modellen. In 1893 ontving de Zwitserse messenfabrikant Paul Boéchat & Cie, welke later Wenger werd, haar eerste opdracht om model 1890 messen te produceren.
Sinds de eerste invoering in 1891 is het Zwitserse soldatenmes diverse keren aangepast. Er bestaan vijf verschillende Modelle (modellen), waarvan het modelnummer voor het jaar van invoering staat. Diverse modellen zijn door de tijd aangepast en bestaan daardoor in verschillende Ausführungen (uitvoeringen).
De volgende modellen zijn door het Zwitserse leger aan militairen als soldatenmes uitgegeven:
- Modell 1890
  - Modell 1890 Ausführung 1901
- Modell 1908
- Modell 1951
  - Modell 1951 Ausführung 1954
  - Modell 1951 Ausführung 1957
- Modell 1961
  - Modell 1961 Ausführung 1965
  - Modell 1961 Ausführung 1978
  - Modell 1961 Ausführung 1994
- Soldatenmesser 08

## Overdrachtelijk gebruik
Overdrachtelijk wordt de term Zwitsers zakmes veel gebruikt om aan te geven dat iets handig en veelzijdig is, bijvoorbeeld:
- "Datalekken zijn een Zwitsers zakmes voor hackers", zegt Rolf van Wegberg, cybercrime-onderzoeker bij de TU Delft en TNO.[1]
- Het Zwitsers zakmes van de leider - Gids voor leiderschap met blijvende impact[2] – een boek dat aan de hand van onderdelen van een zakmes aspecten van leiderschap belicht.
- Smartphone veelzijdiger dan een Zwitsers zakmes[3]